# Гадсон (Вісконсин)
Гадсон (англ. Hudson) — місто (англ. city) в США, в окрузі Сент-Круа штату Вісконсин. Населення — 14 755 осіб (2020).

## Географія
Гадсон розташований за координатами 44°58′8″ пн. ш. 92°43′41″ зх. д. / 44.96889° пн. ш. 92.72806° зх. д. (44.968897, -92.727958).  За даними Бюро перепису населення США в 2010 році місто мало площу 19,19 км², з яких 16,91 км² — суходіл та 2,28 км² — водойми.

## Демографія
Згідно з переписом 2010 року, у місті мешкало 12 719 осіб у 5287 домогосподарствах у складі 3324 родин. Густота населення становила 663 особи/км².  Було 5642 помешкання (294/км²).
Расовий склад населення:
| - 94,8 % — білих - 1,4 % — азіатів - 0,9 % — чорних або афроамериканців - 0,3 % — корінних американців |

До двох чи більше рас належало 1,8 %. Частка іспаномовних становила 2,7 % від усіх жителів.
За віковим діапазоном населення розподілялося таким чином: 25,3 % — особи молодші 18 років, 62,4 % — особи у віці 18—64 років, 12,3 % — особи у віці 65 років та старші. Медіана віку мешканця становила 35,4 року. На 100 осіб жіночої статі у місті припадало 94,1 чоловіків;  на 100 жінок у віці від 18 років та старших — 90,1 чоловіків також старших 18 років.
Середній дохід на одне домашнє господарство  становив 80 640 доларів США (медіана — 62 273), а середній дохід на одну сім'ю — 99 833 долари (медіана — 77 912). Медіана доходів становила 60 443 долари для чоловіків та 44 798 доларів для жінок. За межею бідності перебувало 6,5 % осіб, у тому числі 7,4 % дітей у віці до 18 років та 6,6 % осіб у віці 65 років та старших.
Цивільне працевлаштоване населення становило 7180 осіб. Основні галузі зайнятості: освіта, охорона здоров'я та соціальна допомога — 24,4 %, виробництво — 13,6 %, роздрібна торгівля — 10,6 %, фінанси, страхування та нерухомість — 10,4 %.